# Shakarīāt
Shakarīāt (persiska: شکریات, Shekarīāt, Shekarīyāt, Shokrīāt) är en ort i Iran.   Den ligger i provinsen Khuzestan, i den centrala delen av landet, 600 km söder om huvudstaden Teheran. Shakarīāt ligger 31 meter över havet och antalet invånare är 771.
Terrängen runt Shakarīāt är platt åt sydväst, men åt nordost är den kuperad. Runt Shakarīāt är det ganska tätbefolkat, med 62 invånare per kvadratkilometer. Närmaste större samhälle är Rāmshīr, 10,9 km sydväst om Shakarīāt. Trakten runt Shakarīāt är ofruktbar med lite eller ingen växtlighet.